# Neoantalus
Neoantalus  (лат.) — род тлей из подсемейства Pterastheniinae. 2 вида. Афротропика (Ангола, Бурунди). Длина 1,25 — 1,9 мм. Питаются на Aeschynomene dimidiata (вид Neoantalus aeschynomenidis) и на  Humularia welwitschii из подсемейства мотыльковые семейства бобовые  (вид Neoamphorophora humulariae). От близкого рода Pterasthenia отличаются отсутствием восковых желёз
.
- Neoantalus aeschynomenidis (van Harten & Ilharco) — Ангола
- Neoantalus humulariae (van Harten & Ilharco) — Ангола, Бурунди
  - =Antalus humulariae